# Hans Sternberg (Schauspieler)
Johann Heinrich Friedrich Wilhelm Sternberg (* 3. Juli 1878 in Lübeck; † 13. Mai 1948 in Berlin) war ein deutscher Schauspieler.

## Leben
Hans Sternberg begann seine Bühnenlaufbahn 1896 am Großherzoglichen Hoftheater zu Oldenburg. Weitere Stationen waren Bremerhaven, Metz, Łódź (im damals zaristischen Russland, heute Polen), Leipzig und Hamburg. In der Hansestadt gehörte er von 1903 bis 1909 dem Ensemble des Stadttheaters an.
1909 folgte Sternberg einem Ruf nach Berlin, um einer Verpflichtung ans Kleine Theater nachzukommen. Weitere hauptstädtische Bühnen, an denen Sternberg die kommenden 30 Jahre bis 1944 auftrat, waren u. a. das Lessingtheater, das Deutsche Künstlertheater und, während des Zweiten Weltkriegs, diverse Gastspieltruppen. Er stand 1944 in der Gottbegnadeten-Liste des Reichsministeriums für Volksaufklärung und Propaganda.
In den verbleibenden Lebensjahren nach dem Krieg trat Sternberg an der Komödie und der Bühne der Jugend auf, bei letztgenannter Spielstätte wirkte er überdies im Vorstand mit. 
Seit dem Ersten Weltkrieg begann der Film an Bedeutung in Sternbergs Karriere zu gewinnen. Er spielte seit seinem wichtigen Part des Jon Gynt in einer frühen (1918) Peer Gynt-Adaption durchgängig Nebenrollen, gelegentlich in Filmklassikern wie Fritz Langs Der müde Tod und Dr. Mabuse, der Spieler. Im Tonfilm schrumpften seine Auftritte auf sekundenkurzes Chargenformat.

## Filmografie
- 1913: In der Dämmerung
- 1915: Der Tyrann von Muckendorf
- 1916: Teddy wird verpackt
- 1917: Ein Jagdausflug nach Berlin
- 1918: Des Vaters Schuld
- 1918: Peer Gynt
- 1921: Der Schicksalstag
- 1921: Der müde Tod
- 1922: Dr. Mabuse, der Spieler (2 Teile)
- 1923: Der steinerne Reiter
- 1924: Der Sturz ins Glück
- 1924: Dreiklang der Nacht
- 1925: Der Demütige und die Sängerin
- 1925: Athleten
- 1926: Die Kleine und ihr Kavalier
- 1926: Ein Mordsmädel
- 1927: Die Weber
- 1927: Der falsche Prinz
- 1929: Die Schmugglerbraut von Mallorca
- 1929: Schwarzwaldmädel
- 1929: Ja, Ja, die Frau’n sind meine schwache Seite
- 1929: Dich hab’ ich geliebt
- 1930: Flachsmann als Erzieher
- 1930: Namensheirat
- 1930: Das Schicksal der Renate Langen
- 1931: Die fünf verfluchten Gentlemen
- 1933: Schwarzwaldmädel
- 1933: Des jungen Dessauers große Liebe
- 1934: Pappi
- 1934: Prinzessin Turandot
- 1934: Aufforderung zum Tanz
- 1935: Das Mädchen Johanna
- 1935: Mach mich glücklich
- 1935: Familie Schimek
- 1936: Paul und Pauline
- 1936: Geheimnis eines alten Hauses
- 1937: Hahn im Korb
- 1937: Das Geheimnis um Betty Bonn
- 1939: Zentrale Rio
- 1939: Sommer, Sonne, Erika
- 1940: Lauter Liebe
- 1940: Kleider machen Leute
- 1940: Wunschkonzert
- 1940/42: Der große König
- 1942: Die goldene Stadt
- 1944/49: Dreimal Komödie
- 1945: Der Puppenspieler (unvollendet)
- 1946: Freies Land

## Hörspiele
- 1947: Erich Kästner: Ringelspiel 1947 – Regie: Hanns Korngiebel (RIAS Berlin)